# Гельман Олександр Ісаакович
Олександр (Шуня) Ісаакович Гельман (* 25 жовтня 1933, станція Дондушень, Бессарабія, Румунське королівство) — російський драматург, сценарист, публіцист, громадський і політичний діяч. Член ЦК КПРС з липня по вересень 1990 року. Народний депутат СРСР (1989—1991).

## Життєпис
Народився в єврейській сім'ї. Під час німецько-радянської війни його родина була депортована до Бершадського гетто в Трансністрії, де більшість родини загинула. Після війни повернувся з батьком до Дондюшан Молдавської РСР, де три роки навчався у місцевій школі.
З 1948 року навчався в профтехшколі трикотажників у місті Чернівці. У 1951—1952 роках — помічник майстра Львівської панчішної фабрики. Одночасно закінчив десятий клас вечірньої школи.
З 1952 по 1960 рік служив у Радянській армії. У 1954 році закінчив Львівське військово-політичне училище (сухопутних військ) імені Щорса. У 1954—1957 роках — командир підрозділу 410-го полку берегової охорони Чорноморського флоту в місті Севастополі, в 1957—1960 роках — командир окремого підрозділу 39-го вузла зв'язку Камчатської військової флотилії Тихоокеанського флоту, старший лейтенант.
Член КПРС з 1956 по 8 вересня 1990 року.
У 1960—1963 роках — учень фрезерувальника, фрезерувальник заводу «Електроточприлад» міста Кишинева.
У 1963 році закінчив три курси заочного відділення Кишинівського державного університету.
У 1963 році приїхав до Ленінградської області. У 1963—1967 роках — диспетчер, майстер, інженер, виконроб, інженер відділу будівельних організацій тресту «Головзахбуд» на будівництві нафтопереробного заводу в Кіришах Ленінградської області.
З 1967 по 1971 рік працював кореспондентом та літературним співробітником ленінградських газет «Строительный рабочий» та «Смена».
З 1971 року — драматург, працював за договорами у Ленінграді. У 1978 році переїхав до Москви, тісно співпрацював із Московським художнім театром (МХАТом).
У 1989 був обраний народним депутатом Верховної Ради СРСР, входив до Міжрегіональну депутатську групу з незалежних демократів. У 1993 році підписав «Лист 42-х» автори якого зажадали від уряду президента Єльцина заборонити «всі види комуністичних і націоналістичних партій, фронтів та об'єднань». Входив до складу Конституційної наради, яка розробляла проект нині діючої Конституції РФ.
У березні 2014 року підписав лист російського «Союзу кінематографістів і професійних кінематографічних організацій та об'єднань», що засуджує російську військову інтервенцію в Україну. У травні 2018 приєднався до заяви російських літераторів на захист українського режисера Олега Сенцова, незаконно засудженого у РФ.

## Нагороди і звання
- орден «Знак Пошани» (1984)
- Державна премія СРСР (1976)